# Copa Arizona de Futebol Amador
A Copa Arizona de Futebol Amador foi uma competição de futebol amador brasileiro que aconteceu entre os anos de 1974 e 1980. Organizado pelo jornal paulistano A Gazeta Esportiva e patrocinado pela empresa de cigarros Souza Cruz, cuja marca Arizona batizava a Copa, foi um dos maiores campeonatos varzeanos do Brasil no período.

## História
A competição foi idealizada pela Gazeta Esportiva, o maior diário jornalístico de esportes de São Paulo no período, no início da década de 70 do século XX, com o patrocínio da Brinkman, empresa do ramo do fumo. Nos anos de 1972 e 1973, ela recebeu o nome da marca de cigarro LS.[carece de fontes?]
Para o ano seguinte, a Gazeta recebeu a proposta de patrocínio da Souza Cruz. A proposta foi aceita e recebeu o nome de Copa Arizona, em referência a uma das marcas de cigarro da empresa. A primeira edição aconteceu em 1974 e reuniu somente os clubes do estado de São Paulo. A edição de 1974 foi reconhecida na época como a maior competição de futebol da história em número de equipes, tendo um total de 1024 equipes totalizando 20.480 atletas. A partir de 1975 ela foi estendida para todo o Brasil.  
Dividida em fases regionais, a competição definiu a disputa do título através dos campeões de cada região. As finais aconteceram na cidade de São Paulo até 1979. Em 1980, ela aconteceu pela última vez. A fase final aconteceu na cidade do Rio de Janeiro.[carece de fontes?]

## Campeões
As decisões de 1974 e 1978 foram entre equipes paulistas. Nas outras decisões, finalistas de diferentes estados brasileiros. A equipe fluminense da Francisco Xavier Imóveis é a única bicampeã da competição. 